# Nikola Stojiljković
Nikola Stojiljković (kyrillisch Никола Стојиљковић; * 17. August 1992 in Niš) ist ein serbischer Fußballspieler.

## Karriere

### Verein
Stojiljković durchlief die Nachwuchsabteilungen der Vereine Filip Kuracovic, FK Partizan Belgrad und FK Rad Belgrad. 2010 begann er seine Profikarriere bei Rad. Nach zwei Jahren zog er zum Zweitligisten FK Čukarički weiter. Mit diesem Verein erreichte er im Sommer 2013 den Aufstieg in die 1. serbischen Liga und war zwei Spielzeiten später Teil der Mannschaft, die mit dem 3. Tabellenplatz der 1. serbischen Liga und dem Serbischen Pokalsieg die bis dato erfolgreichste Saison der Vereinsgeschichte erreichte.
Ab 2015 setzte er mit seinem Wechsel zum portugiesischen Verein Sporting Braga seine Karriere im Ausland fort. Mit diesem Klub gewann er in seiner ersten Saison den portugiesischen Pokal.
Für die Spielzeit 2017/18 wurde er in die türkische Süper Lig an Kayserispor ausgeliehen.

### Nationalmannschaft
Stojiljković startete seine Nationalmannschaftskarriere 2012 mit einem Einsatz für die serbische U-17-Nationalmannschaft. Später folgten Einsätze für die serbische U-19- und die serbische U-21-Nationalmannschaft. Ab 2015 spielte er für die serbische Nationalmannschaft.

## Erfolge
Mit FK Čukarički
- Serbischer Pokalsieger: 2014/15
- Dritter der 1. serbischen Liga: 2014/15
- Vizemeister der 2. serbischen Liga: 2012/13

Mit Sporting Braga
- Portugiesischer Pokalsieger: 2015/16